# Irma Johansson
Irma Elina Johansson (Kalix, 3 aprile 1932) è un'ex fondista svedese.

## Palmarès

### Olimpiadi invernali
- Oro a Squaw Valley 1960 nella staffetta 3x5 km.
- Bronzo a Cortina d'Ampezzo 1956 nella staffetta 3x5 km.

### Mondiali
- Bronzo a Lahti 1958 nella staffetta 3x5 km.